# 浦和パルコ

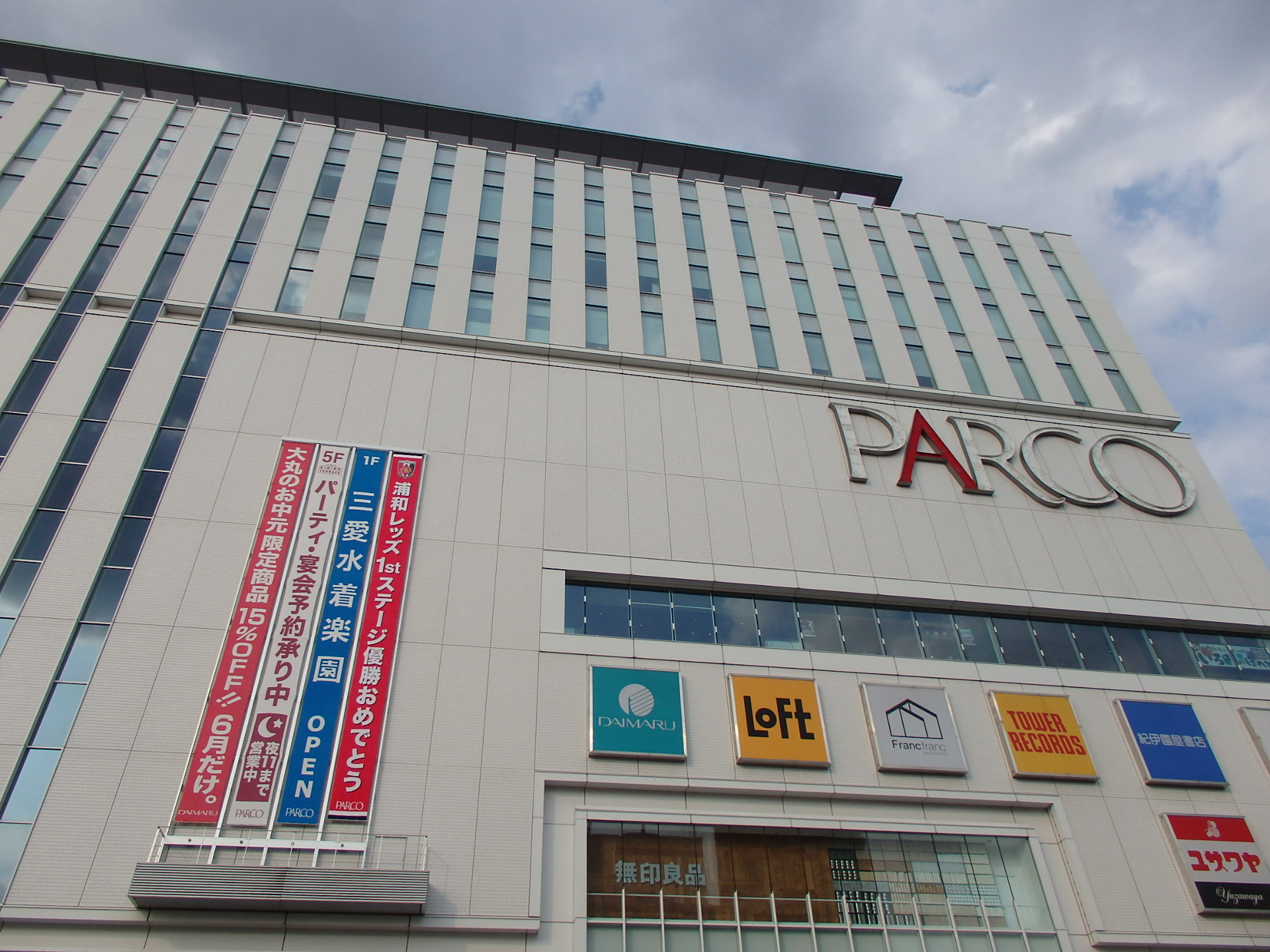
浦和PARCO（浦和レッズ優勝時）

浦和PARCO（うらわパルコ）は、埼玉県さいたま市浦和区に所在する、株式会社パルコが運営する商業施設。パルコ単館では最大の規模で、浦和駅前のストリームビル地下1階から地上7階部分に入居する。埼玉県内では新所沢PARCO（1983年6月23日開店、2024年2月29日閉店）以来。

## 概要
浦和駅東口駅前地区第二種市街地再開発事業に伴い建設された、ストリームビル（高さ約55m、公共施設部分の愛称はコムナーレ）の中核テナントである。再開発事業では駅前広場なども整備され、浦和駅から雨天でも濡れることなくPARCO内に入店できるように、駅から入口まで屋根が設置されている。コムナーレ内にはさいたま市立中央図書館、さいたま市市民活動サポートセンター、浦和コミュニティセンター、国際交流センター、浦和消費生活センターなどの公共施設も入居している。
浦和PARCOや公共施設などを含めた施設全体の名称はストリームビルで、公共施設部分の愛称はコムナーレとなっている。また、商業施設であるPARCO部分のビル名称はさいたま浦和8953ビルである。
浦和エリアの映画館としては浦和ヴェルデ東宝などがあったが、より利便性の高いパルコ内にユナイテッド・シネマ浦和が開業した影響で閉館している。
パルコ単館では最大の面積で、総面積では名古屋PARCOに次ぐ規模となっている。基本商圏はさいたま市全域であり、浦和駅から鉄道30分圏内沿線を中域商圏、東京都内一部エリア・埼玉県全域を広域商圏と捉えている。
浦和を本拠地とする浦和レッドダイヤモンズに協賛しており、選手の集合写真を伊勢丹浦和店同様に正面にて掲示している。また浦和レッズ応援セールなどを実施する。かつては、「REDS GATE×ジェイコムショップ浦和パルコ店」を1階に開設し、ホームゲーム時にはグッズ販売を行っていた（2017年9月24日に閉店）。

### 売上高（テナント取扱高）
2020年度の売上高（テナント取扱高）は第1位で、名古屋PARCOや福岡PARCO、池袋PARCO、仙台PARCOを上回る。

### 年表
- 2007年10月9日 - マスコミ関係者含む内覧会の後、プレオープン。
- 2007年10月10日 - 浦和PARCO開業。122テナントがさいたま市内初出店。
- 2010年3月11日 - 浦和PARCOの土地建物(区分所有権)を購入。土地建物は自社所有へ[2]。
- 2010年8月31日 - 1989年に開店し、浦和市時代から親しまれていた浦和区高砂のユザワヤ浦和店が移転のため閉店。地下1階から4階まで手芸用品販売フロア、4階の一部と5階に手芸学校、ユザワヤ芸術学院が入っており、芸術学院を含め約4700平方メートル、30万 - 40万品目を扱う大規模な店舗であった。
- 2010年10月8日 - PARCO3階にユザワヤ浦和店が移転し、ユザワヤ浦和パルコ店として開業。売り場面積は約2100平方メートルと約半分となった。同時に芸術学院も4階に移転した。ユザワヤの跡地は住友不動産の分譲マンション、シティハウス浦和高砂となった。
- 2011年 - 1階〜2階間の吹き抜けを一部増床する工事を行い、1階にはザラとPLSTが、9月10日には2階にノジマがそれぞれオープンした[3][4]。
- 2015年6月12日〜6月28日 - 浦和を舞台としたアニメ作品である浦和の調ちゃんとコラボしたイベント「浦和の調ちゃん えきしびじょん」が開催され、グッズ販売や特別上映、スタンプラリーを行った[5]。
- 2015年9月17日〜9月20日 - PARCO前にて市共催の「浦和ビアスタジアム」を開催[6]。
- 2017年7月31日 - 地下1階の核テナントである、大丸浦和パルコ店が閉店[7][8]。同じフロアで営業していた北野エースも閉店した。
- 2020年4月〜5月31日 - ユナイテッド・シネマ浦和が新型コロナウイルス感染症流行の影響で臨時休業[9]。

## 店内構成

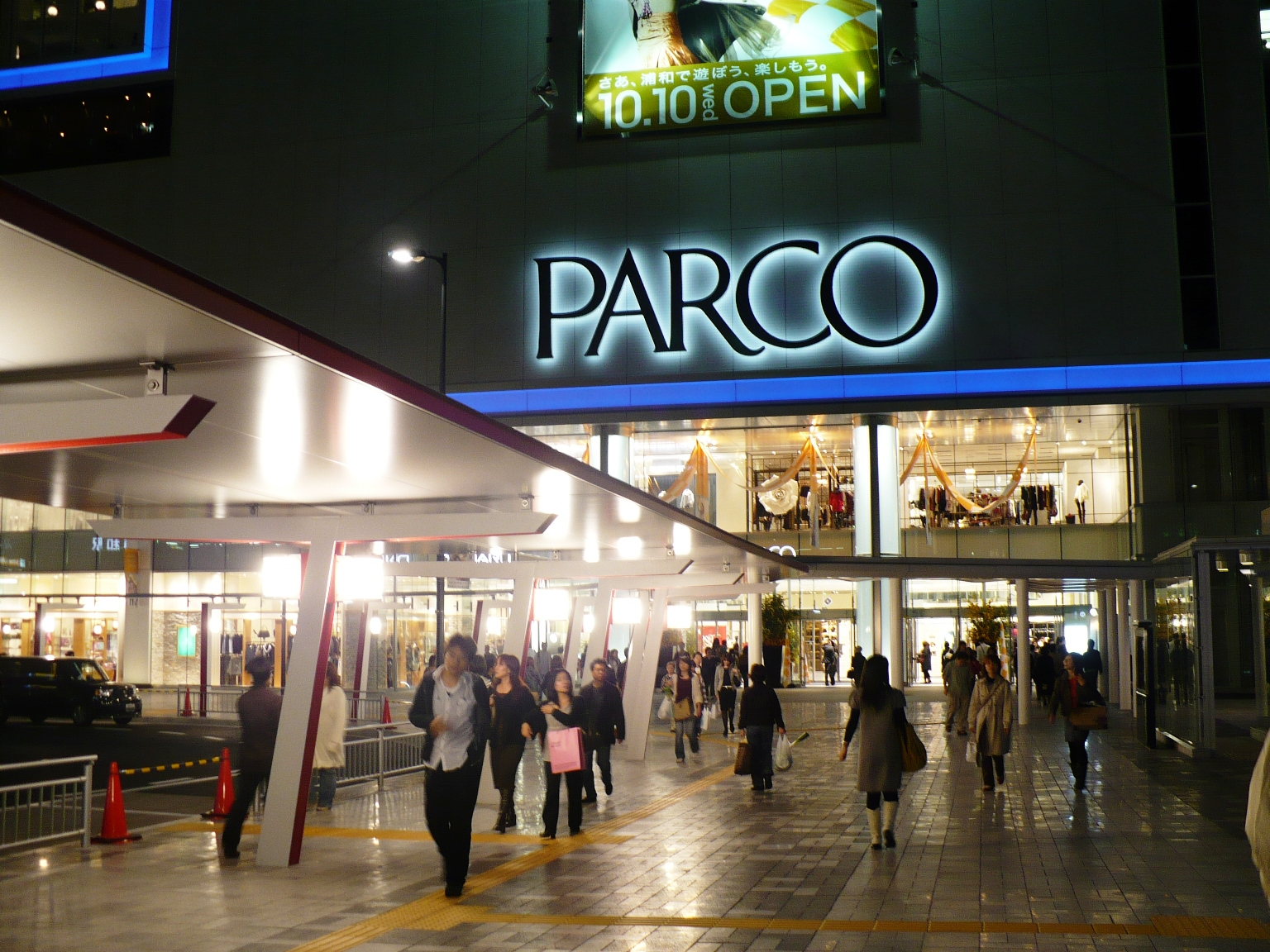
浦和PARCOのエントランス

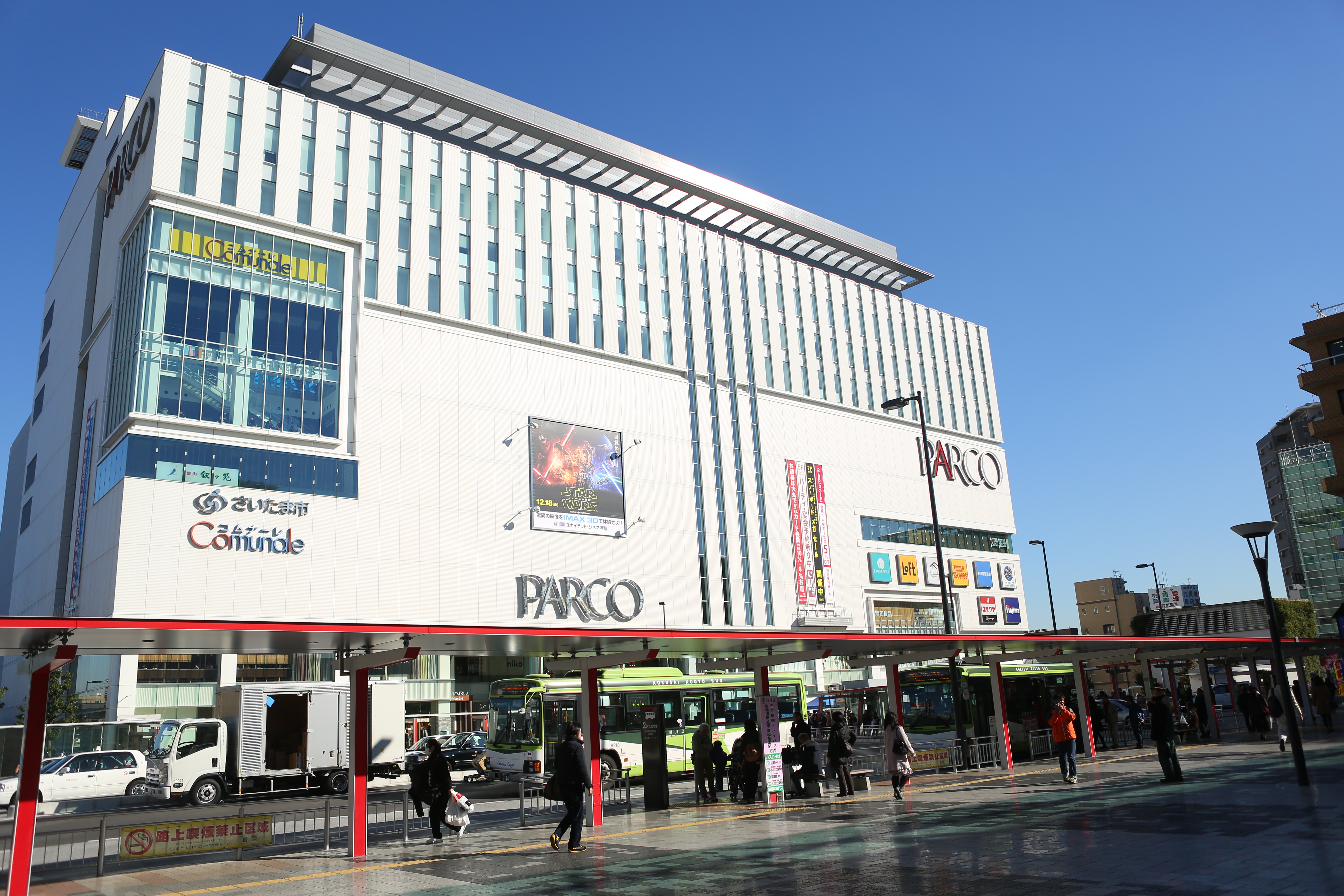
駅前広場と浦和PARCO

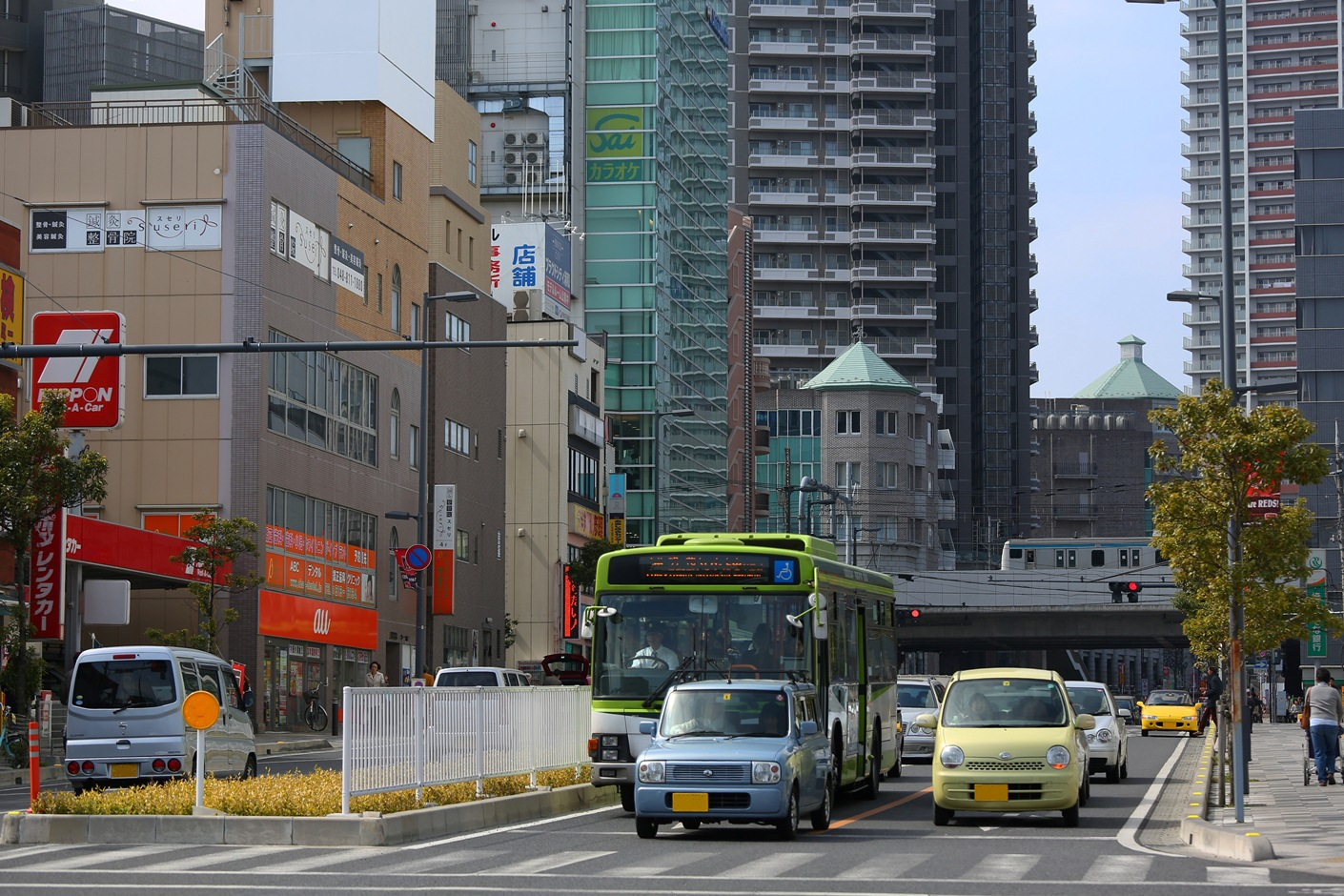
浦和PARCO脇の日の出通り

出店テナント全店の一覧・詳細情報は公式サイト 「フロアガイド」 を参照。
主なテナント（2022年8月現在）
※中央図書館は8階。市民活動サポートセンターは9階。浦和コミュニティセンターは10階。
7階（シネマ）
- ユナイテッド・シネマ浦和
- 映写室ミュージアム

6階（シネマ、フィットネス、レストラン）
- ユナイテッド・シネマ浦和（受付）

5階（書店、レストラン、不動産）
- 紀伊國屋書店
- 尾張屋
- 叙々苑
- 新宿中村屋オリーブハウス
- 鎌倉パスタ
- こてがえし
- さかえや浦和本店
- らーめん由丸
- 麺工房 凛や

4階（メンズ＆レディスファッション、スポーツ、アウトドア、サウンド＆バラエティ）
- GU
- 島村楽器
- TOWER RECORDS
- ABC-MART
- オリヒカ
- 好日山荘
- Zoff
- ムッシュニコル
- オリヒカ
- 保険見直し本舗

3階（レディス&キッズ、リビンググッズ、ホビー）
- ユザワヤ浦和パルコ店/ユザワヤ芸術学院
- ロフト
- Francfranc
- 無印良品
- エイチ・アイ・エス
- 靴下屋
- Honeys

2階（レディス&メンズファッション、生活雑貨、ビューティー、家電）
- ノジマ
- JTB
- アーバンリサーチドアーズ
- オリエンタルトラフィック
- nana's green tea

1階（雑貨、ベーカリー&スイーツ）
- ZARA
- ユナイテッドアローズ
- サマンサタバサプチチョイス
- AKOMEYA TOKYO
- JOURNAL STANDARD relume / SLOBE IENA / 417 EDIFICE
- DIESEL
- プラステ
- GODIVA
- STARBUCKS COFFEE
- 青山フラワーマーケット

地下1階（フードなど）
- ヤオコー（2017年11月22日オープン）
  - 同フロアは大丸フードマーケットが出店していたが、2017年7月31日に閉店[7][8]。
  - 大丸フードマーケットと隣接していた北野エースも閉店し、現在は伊勢丹浦和店内で営業している。
- 上島珈琲店

地下2階
- 有料駐輪場
- さいたま市営浦和駅東口駐車場（市民広場下駐車場あり）

地下3階
- さいたま市営浦和駅東口駐車場（市民広場下駐車場あり）

地下4階
- さいたま市営浦和駅東口駐車場（平日は閉鎖されエレベーターも不停止、土日祝日のみ開放している）